# Chilenischer Hammerstrauch

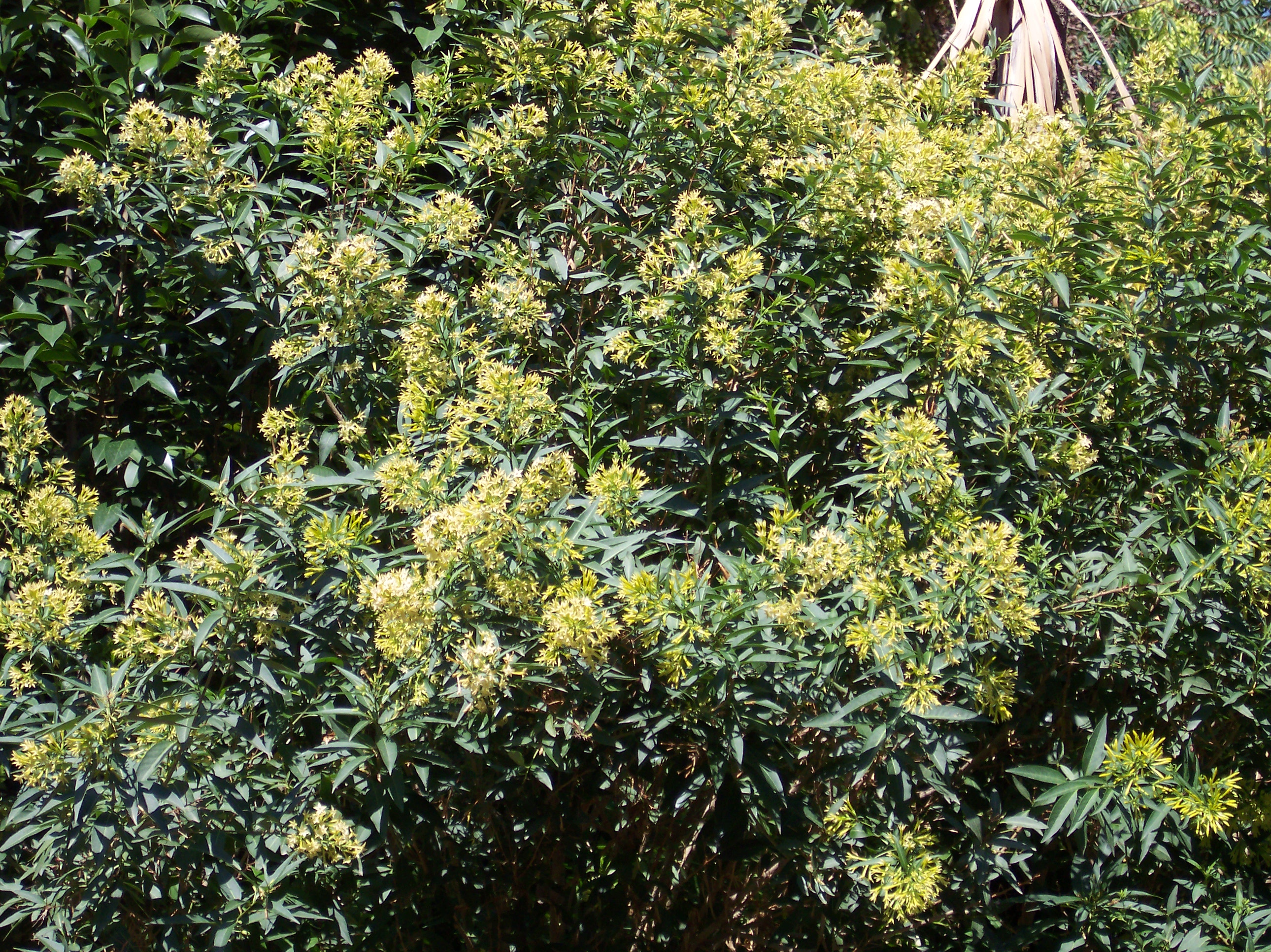
Chilenischer Hammerstrauch

Der Chilenische Hammerstrauch (Cestrum parqui) ist eine Pflanzenart aus der Gattung der Hammersträucher, die im tropischen Amerika vorkommt.

## Merkmale
Der Chilenische Hammerstrauch bildet bis zu 2–3 Meter oder mehr hohe, halbimmergrüne Sträucher. 
Die wechselständigen, schmalen, einfachen und kurz gestielten Laubblätter riechen unangenehm wie die Zweige wenn sie zerstossen werden. Die ganzrandige, spitze bis zugespitzte Blattspreite ist kahl und eiförmig bis -lanzettlich oder verkehrt-eiförmig, -eilanzettlich.
Die in der Nacht angenehm und am Tag unangenehm duftenden, gelben bis grünlich-gelben und fünfzähligen, sehr kurz gestielten oder fast sitzenden Blüten mit doppelter Blütenhülle stehen in end- oder achselständigen Rispen oder Büscheln an den Zweigenden. Der kurze Kelch ist röhrig mit kleinen Zähnchen. Die bis 2,5 Zentimeter lange Krone ist trompetenförmig mit kleinen Zipfel. Die Staubblätter oben in der Kronröhre und der Griffel mit kopfiger Narbe sind eingeschlossen. Der zweikammerige Fruchtknoten ist oberständig und es ist ein Diskus vorhanden. 
Die anfängliche grünen, kleinen und eiförmigen bis rundlichen, ein- oder zweisamige, 1–1,5 Zentimeter langen Beerenfrüchte mit beständigem Kelch sind im reifen Zustand schwarz und glatt. Die braunen, 3–4 Millimeter großen Samen sind knochig und fein texturiert.
Alle Pflanzenteile gelten als giftig.
Die Chromosomenzahl beträgt 2n = 16.

## Vorkommen
Der Chilenische Hammerstrauch kommt ursprünglich in Bolivien, Brasilien, Paraguay, Uruguay, Argentinien und Chile vor.
Die ursprünglich aus den tropischen Teilen Amerikas stammenden Pflanzen wurden aber als Zierpflanzen weltweit exportiert. In vielen Gegenden sind sie mittlerweile zu einem hartnäckigen Unkraut geworden.

## Nutzung

### Wirkstoffe
Cestrum-Arten, somit auch der Chilenische Hammerstrauch, enthalten Carboxyparquin, ein Terpen als Gift. Der Stoff ist der deutlich giftigere der beiden Kaurenglykoside und lässt sich aus den getrockneten Blättern der Pflanze isolieren. Strukturell ist es eng mit dem Atractylosid verwandt. Neben den beiden Parquinen sind ebenfalls Saponine enthalten.

### Verwendung
Die Pflanze wurde bereits vor dem 16. Jahrhundert als berauschendes und anregendes Mittel geraucht. Teilweise fand die Pflanze Anwendung in der traditionellen Medizin.

### Symptomatik
Bei Rindern tritt vermehrter Speichelfluss auf, sowie tränende Augen und Koliken, ein gekrümmter Rücken, allgemeine Schwäche, ein schwankender Gang und Bauchschmerzen. Des Weiteren kommt es zu Leberläsionen. Beim Menschen führt eine Vergiftung zu heftigem Erbrechen, Bauch- und Kopfschmerzen, Krämpfen. Nach einer raschen Verschlechterung des Gesundheitszustandes tritt nach dem Koma der Tod ein. 

### Pharmakologie
Die Wirkstoffe des Chilenischen Hammerstrauchs sind Zellgifte und als psychoaktiv eingestuft mit einer Giftigkeit von Ib-II. Die für Säugetiere giftigen Stoffe Atracylosid und Carboxyparquin führen zu ähnlichen Symptomen wie eine Vergiftung mit Strychnin. Angeblich ist es durch den Chilenischen Hammerstrauch bereits zu Todesfällen bei Viehbeständen gekommen. Die Toxine werden in getrocknetem Pflanzenmaterial nicht abgebaut. Wird Schnittmaterial, beispielsweise von Hecken, für die Fütterung von Tieren verwendet, kann es zu Vergiftungen kommen. Die Früchte der Pflanze sind dabei zehnmal giftiger als andere oberirdische Pflanzenteile. Der Tod tritt in der Regel innerhalb weniger Stunden ein. 200 g getrocknete Blätter sind für Rinder tödlich, für Ziegen bereits 15 g. Die LD50 für Mäuse liegt bei 4,3 mg/kg Carboxyparquin.

### Erste Hilfe und klinische Therapie
Als Sofortmaßnahme erfolgt die Gabe von Aktivkohle und Natriumsulfat. In der Klinik erfolgt in der Regel eine Magenspülung sowie ebenfalls die Applikation von Aktivkohle und Natriumsulfat und eine Azidosetherapie mit Natriumcarbonat, gegebenenfalls auch eine Intubation und Sauerstoffbehandlung.